# Copa Santiago de Futebol Juvenil de 2014
A Copa Santiago de Futebol Juvenil de 2014 é a 26ª edição da competição que é disputada em Santiago no Rio Grande do Sul. Nesta edição a competição será disputada por 11 equipes, de 5 países diferentes.
O Internacional venceu o Corinthians na disputa por pênaltis na final por 6–5, depois de ter empatado em 1–1 no tempo normal, e sagrou-se o campeão da competição pela 13ª vez. Este foi o sexto título consecutivo do Colorado.

## Regulamento
A Copa Santiago será realizada no período de 10 de janeiro a 25 de janeiro de 2014, com a participação de onze equipes convidadas. A equipe Campeã, ao final da competição, receberá o Troféu Romeu Goulart Jacques - 2014, de posse definitiva.
A competição será disputada pelas equipes participantes, em quatro fases distintas, assim denominadas: Classificatória, Quartas de Final, Semifinal, e Final.

### Classificatória
A fase Classificatória será dividida em dois Grupos ("A" e "B"), de seis equipes no Grupo A e cinco equipes no Grupo B. Na fase classificatória as equipes jogam todos contra todos, com contagem de pontos corridos, dentro de seus respectivos grupos. Classificam-se para a fase de Quartas de Final as quatro equipes melhores colocadas, nos seus respectivos Grupos. Ocorrendo igualdade de pontos ganhos entre duas ou mais equipes, em seus respectivos grupos, para apuração da classificação, é adotado sucessivamente e pela ordem os seguintes critérios:
1. Maior número de vitórias;
2. Melhor saldo de gols;
3. Maior número de gols conquistados;
4. Menor número de gols sofridos;
5. Vitória no confronto direto;
6. Menor número de cartões vermelhos recebidos;
7. Menor número de cartões amarelos recebidos;
8. Sorteio em dia, hora e local designado pela Organização.[4]

### Quartas de Final
As Quartas de Final são disputadas pelas oito equipes classificadas na fase anterior, que disputarão entre si uma só partida, conforme tabela de jogos definida da seguinte forma:
| Jogo | Disputa                                                 |
| ---- | ------------------------------------------------------- |
| QF 1 | 2ª classificada do Grupo B X 3ª classificada do Grupo A |
| QF 2 | 2ª classificada do Grupo A X 3ª classificada do Grupo B |
| QF 3 | 1ª classificada do Grupo B X 4ª classificada do Grupo A |
| QF 4 | 1ª classificada do Grupo A X 4ª classificada do Grupo B |

Se o resultado for o de empate em qualquer uma das partidas desta fase, classificam-se para a próxima fase as vencedoras na cobrança de pênaltis.

### Semifinais
A fase Semifinal será disputada pelas quatro equipes classificadas na fase anterior, que disputam entre si uma só partida, conforme tabela de jogos definida da seguinte forma:
| Jogo | Disputa                       |
| ---- | ----------------------------- |
| SF 1 | Vencedor QF 3 x Vencedor QF 2 |
| SF 2 | Vencedor QF 4 x Vencedor QF 1 |

Se o resultado for o de empate em qualquer uma das partidas desta fase, classificam-se para a próxima fase as vencedoras na cobrança de pênaltis.

### Final
A Final será disputada pelas duas equipes classificadas na fase anterior, que disputam entre si uma só partida, conforme tabela definida da seguinte forma:
| Disputa                       |
| ----------------------------- |
| Vencedor SF 1 x Vencedor SF 2 |

A equipe vencedora será declarada Campeã da Copa Santiago de Futebol Juvenil e a perdedora será a Vice-Campeã. Se o resultado for o de empate em qualquer uma das partidas desta fase, o campeão é conhecido através de cobrança de pênaltis.

## Equipes participantes
Estas são as 11 equipes que participam desta edição:
| Estado/País       | Equipe                       |
| ----------------- | ---------------------------- |
| Rio Grande do Sul | Futebol Cruzeiro de Santiago |
| Rio Grande do Sul | Grêmio                       |
| Rio Grande do Sul | Internacional                |
| Rio Grande do Sul | São José-RS                  |
| Santa Catarina    | Avaí                         |
| Santa Catarina    | Criciúma                     |
| São Paulo         | Corinthians                  |
| Chile             | Universidad de Chile         |
| Uruguai           | Nacional                     |
| Paraguai          | Guaraní                      |
| Uruguai           | Miramar                      |

## Primeira fase

### Grupo A
| Pos | Time                         | Pts | J | V | E | D | GP | GS | SG |
| --- | ---------------------------- | --- | - | - | - | - | -- | -- | -- |
| 1   | Corinthians                  | 11  | 5 | 3 | 2 | 0 | 9  | 4  | +5 |
| 2   | Criciúma                     | 10  | 5 | 3 | 1 | 1 | 5  | 2  | +3 |
| 3   | Independiente del Valle      | 7   | 5 | 2 | 1 | 2 | 3  | 4  | -1 |
| 4   | Futebol Cruzeiro de Santiago | 7   | 5 | 2 | 1 | 2 | 5  | 8  | -3 |
| 5   | Avaí                         | 4   | 5 | 1 | 1 | 3 | 5  | 9  | -4 |
| 6   | Universidad de Chile         | 3   | 5 | 1 | 0 | 4 | 6  | 6  | 0  |

| 11 de janeiro | Futebol Cruzeiro de Santiago | 0 – 0     | Independiente del Valle | Estádio Alceu Carvalho, Santiago |
| 18h00         |                              | Relatório |                         |                                  |

| 11 de janeiro | Criciúma | 1 – 0     | Universidad de Chile | Estádio Alceu Carvalho, Santiago |
| 20h00         | Murilo   | Relatório |                      |                                  |

| 11 de janeiro | Corinthians | 1 – 1     | Avaí    | Estádio Alceu Carvalho, Santiago |
| 22h00         | Léo         | Relatório | Matheus |                                  |

| 13 de janeiro | Independiente del Valle | 1 – 0     | Universidad de Chile | Estádio Alceu Carvalho, Santiago |
| 20h00         | Mina Valencia           | Relatório |                      |                                  |

| 13 de janeiro | Avaí                              | 3 – 1     | Futebol Cruzeiro de Santiago | Estádio Alceu Carvalho, Santiago |
| 22h00         | Matheus · Cristiano · João Marcos | Relatório | Raí                          |                                  |

| 14 de janeiro | Corinthians   | 2 – 1     | Independiente del Valle | Estádio Alceu Carvalho, Santiago |
| 20h00         | Matheus · Léo | Relatório | Ayovi                   |                                  |

| 15 de janeiro | Criciúma | 0 – 0     | Corinthians | Estádio Alceu Carvalho, Santiago |
| 20h00         |          | Relatório |             |                                  |

| 16 de janeiro | Avaí | 0 – 1     | Independiente del Valle | Estádio Alceu Carvalho, Santiago |
| 20h00         |      | Relatório | Wilter                  |                                  |

| 16 de janeiro | Universidad de Chile | 1 – 2     | Futebol Cruzeiro de Santiago | Estádio Alceu Carvalho, Santiago |
| 22h00         | Leal                 | Relatório | Raí · Ari                    |                                  |

| 18 de janeiro | Independiente del Valle | 0 – 2     | Criciúma       | Estádio Municipal, Nova Esperança do Sul |
| 10h00         |                         | Relatório | Gabriel · Iago |                                          |

| 18 de janeiro | Universidad de Chile       | 4 – 0     | Avaí | Estádio Alceu Carvalho, Santiago |
| 19h00         | Gomez , · Leal · Contreras | Relatório |      |                                  |

| 18 de janeiro | Futebol Cruzeiro de Santiago | 1 – 4     | Corinthians            | Estádio Alceu Carvalho, Santiago |
| 21h00         | Raí                          | Relatório | Pablo · Lauder , · Léo |                                  |

| 19 de janeiro | Criciúma                | 2 – 1     | Avaí     | Estádio Municipal, Nova Esperança do Sul |
| 10h00         | Carlos Eduardo · Murilo | Relatório | Maurício |                                          |

| 20 de janeiro | Corinthians                | 2 – 1     | Universidad de Chile | Estádio Alceu Carvalho, Santiago |
| 20h00         | Arlindo · Matheus Henrique | Relatório | Bizama               |                                  |

| 20 de janeiro | Futebol Cruzeiro de Santiago | 1 – 0     | Criciúma | Estádio Alceu Carvalho, Santiago |
| 22h00         | Ueslei Cristiano             | Relatório |          |                                  |

### Grupo B
| Pos | Time          | Pts | J | V | E | D | GP | GS | SG |
| --- | ------------- | --- | - | - | - | - | -- | -- | -- |
| 1   | Nacional      | 12  | 4 | 4 | 0 | 0 | 13 | 5  | +8 |
| 2   | Grêmio        | 7   | 4 | 2 | 1 | 1 | 6  | 4  | +2 |
| 3   | Internacional | 4   | 4 | 1 | 1 | 2 | 3  | 6  | -3 |
| 4   | Guaraní       | 3   | 4 | 0 | 3 | 1 | 4  | 8  | -4 |
| 5   | São José-RS   | 1   | 4 | 0 | 1 | 3 | 2  | 5  | -3 |

| 10 de janeiro | Internacional    | 1 – 1     | Guaraní         | Estádio Alceu Carvalho, Santiago |
| 19h30         | Gustavo Henrique | Relatório | Junior Argüello |                                  |

| 10 de janeiro | Grêmio | 1 – 0     | São José-RS | Estádio Alceu Carvalho, Santiago |
| 22h00         | Lima   | Relatório |             |                                  |

| 12 de janeiro | Nacional                      | 5 – 1     | Guaraní | Estádio Alceu Carvalho, Santiago |
| 10h00         | Amaral , · Otormín , · Gaston | Relatório | Munhoz  |                                  |

| 12 de janeiro | Internacional | 0 – 2     | Grêmio                          | Estádio Alceu Carvalho, Santiago |
| 20h00         |               | Relatório | Nicolas Careca · Allan Vencatto |                                  |

| 14 de janeiro | São José-RS | 0 – 1     | Internacional | Estádio Alceu Carvalho, Santiago |
| 22h00         |             | Relatório | Silas         |                                  |

| 15 de janeiro | Grêmio                | 2 – 3     | Nacional              | Estádio Alceu Carvalho, Santiago |
| 22h00         | Júnior Tavares · Vico | Relatório | , Cabrera · Gottesman |                                  |

| 17 de janeiro | São José-RS | 1 – 2     | Nacional        | Estádio Alceu Carvalho, Santiago |
| 20h00         | Roger       | Relatório | Grassi · Muller |                                  |

| 17 de janeiro | Grêmio         | 1 – 1     | Guaraní         | Estádio Alceu Carvalho, Santiago |
| 22h00         | Júnior Tavares | Relatório | Junior Argüello |                                  |

| 19 de janeiro | Guaraní         | 1 – 1     | São José-RS | Estádio Alceu Carvalho, Santiago |
| 19h00         | Junior Argüello | Relatório | Leo         |                                  |

| 19 de janeiro | Nacional           | 3 – 1     | Internacional | Estádio Alceu Carvalho, Santiago |
| 21h00         | Otormín , · Amaral | Relatório | Ruan          |                                  |

## Fase final
|  | Quartas-de-finais            | Quartas-de-finais    |               |       | Semifinais | Semifinais |  |  | Final | Final |
|  |                              |                      |               |       |            |            |  |  |       |       |
|  | 22 de janeiro                |                      |               |       |            |            |  |  |       |       |
|  |                              |                      |               |       |            |            |  |  |       |       |
|  | Grêmio                       | 2                    |               |       |            |            |  |  |       |       |
|  | Grêmio                       | 2                    | 23 de janeiro |       |            |            |  |  |       |       |
|  | Independiente del Valle      | 0                    |               |       |            |            |  |  |       |       |
|  | Independiente del Valle      | 0                    | Grêmio        | 2     |            |            |  |  |       |       |
|  | 22 de janeiro                |                      | Grêmio        | 2     |            |            |  |  |       |       |
|  |                              | Corinthians          | 3             |       |            |            |  |  |       |       |
|  | Corinthians (pen.)           | Corinthians          | 3             | 1 (4) |            |            |  |  |       |       |
|  | Corinthians (pen.)           |                      | 25 de janeiro | 1 (4) |            |            |  |  |       |       |
|  | Guaraní                      | 1 (1)                |               |       |            |            |  |  |       |       |
|  | Guaraní                      | 1 (1)                | Corinthians   | 1 (5) |            |            |  |  |       |       |
|  | 22 de janeiro                |                      | Corinthians   | 1 (5) |            |            |  |  |       |       |
|  |                              | Internacional (pen.) | 1 (6)         |       |            |            |  |  |       |       |
|  | Nacional                     | Internacional (pen.) | 1 (6)         | 3     |            |            |  |  |       |       |
|  | Nacional                     | 23 de janeiro        |               | 3     |            |            |  |  |       |       |
|  | Futebol Cruzeiro de Santiago | 2                    |               |       |            |            |  |  |       |       |
|  | Futebol Cruzeiro de Santiago | 2                    | Nacional      | 0     |            |            |  |  |       |       |
|  | 22 de janeiro                |                      | Nacional      | 0     |            |            |  |  |       |       |
|  |                              | Internacional        | 3             |       |            |            |  |  |       |       |
|  | Criciúma                     | Internacional        | 3             | 1     |            |            |  |  |       |       |
|  | Criciúma                     |                      |               | 1     |            |            |  |  |       |       |
|  | Internacional                | 4                    |               |       |            |            |  |  |       |       |
|  | Internacional                | 4                    |               |       |            |            |  |  |       |       |

### Quartas de final
| 22 de janeiro | Grêmio                | 2 – 0     | Independiente del Valle | Estádio Alceu Carvalho, Santiago |
| 16h00         | Vico · Nicolas Careca | Relatório |                         |                                  |

| 22 de janeiro | Criciúma | 1 – 4     | Internacional                           | Estádio Alceu Carvalho, Santiago |
| 18h00         | Andryo   | Relatório | Gustavo Henrique · Ruan · Silas · Renan |                                  |

| 22 de janeiro | Nacional            | 3 – 2     | Futebol Cruzeiro de Santiago | Estádio Alceu Carvalho, Santiago |
| 20h00         | Otormín , · Benitez | Relatório | Raí · Sarará                 |                                  |

| 22 de janeiro | Corinthians | 1 – 1     | Guaraní         | Estádio Alceu Carvalho, Santiago |
| 22h00         | Arlindo     | Relatório | Junior Argüello |                                  |

|  |       | Penalidades |
|  | 4 – 1 |             |

### Semifinais
| 23 de janeiro | Nacional | 0 – 3     | Internacional       | Estádio Alceu Carvalho, Santiago |
| 20h00         |          | Relatório | Alan · Ruan · Tiago |                                  |

| 23 de janeiro | Corinthians        | 3 – 2     | Grêmio            | Estádio Alceu Carvalho, Santiago |
| 22h00         | Arlindo , · Caíque | Relatório | Lima · Zé Augusto |                                  |

### Final
| 25 de janeiro | Internacional | 1 – 1     | Corinthians | Estádio Alceu Carvalho, Santiago |
| 19h00         | Silas         | Relatório | Maicon      |                                  |

|  |       | Penalidades |
|  | 6 – 5 |             |

## Artilharia
| 6 gols (1) - Otormín (Nacional) 4 gols (2) - Junior Argüello (Guaraní) - Raí (Cruzeiro de Santiago) 3 gols (4) - Amaral (Nacional) - Léo (Corinthians) - Ruan (Internacional) - Silas (Internacional) 2 gols (13) - Arlindo (Corinthians) - Cabrera (Nacional) - Gomez (Universidad de Chile) - Gustavo Henrique (Internacional) - Júnior Tavares (Grêmio) - Lauder (Corinthians) - Leal (Universidad de Chile) - Lima (Grêmio) | 2 gols (continuação) - Matheus (Avaí) - Matheus Henrique (Corinthians) - Murilo (Criciúma) - Nicolas Careca (Grêmio) - Vico (Grêmio) 1 gol (29) - Allan (Internacional) - Allan Vencatto (Grêmio) - Andryo (Criciúma) - Ari (Cruzeiro de Santiago) - Ayovi (Independiente del Valle) - Benitez (Nacional) - Bizama (Universidad de Chile) - Carlos Eduardo (Criciúma) - Contreras (Universidad de Chile) - Cristiano (Avaí) - Gabriel (Criciúma) - Gaston (Nacional) | 1 gol (continuação) - Gottesman (Nacional) - Grassi (Nacional) - Iago (Criciúma) - João Marcos (Avaí) - Leo (São José-RS) - Maicon (Corinthians) - Maurício (Avaí) - Mina Valencia (Independiente del Valle) - Muller (Nacional) - Munhoz (Guaraní) - Pablo (Corinthians) - Renan (Internacional) - Sarará (Cruzeiro de Santiago) - Thiago (Internacional) - Ueslei Cristiano (São José-RS) - Wilter (Independiente del Valle) - Zé Augusto (Grêmio) |

## Premiações
| Campeão da Copa Santiago de Futebol Juvenil de 2014 |
| --------------------------------------------------- |
| Internacional (13º título)                          |